# Herpetogramma infuscalis
Herpetogramma infuscalis là một loài bướm đêm trong họ Crambidae.